# Wir selbst
Wir selbst était un magazine allemand publié entre 1979 et 2002. Ils se décrivaient comme des nationalistes-révolutionnaires et comptaient parmi les porte-parole de la Nouvelle droite allemande. Un projet de suivi du même nom existe en tant que média Internet depuis 2020.

## Histoire
La fondation de Wir selbst remonte à 1978. Siegfried Bublies (1953), alors membre du Parti national-démocrate d'Allemagne (NPD) et vice-président d'État des Jeunes nationaux-démocrates de Rhénanie-Palatinat (JN), a d'abord tenté de mettre son parti sur une "voie verte" et a fondé le en 1978 avec d'autres membres du JN Grüne Zelle Koblenz dans le but d'influencer le processus de formation du parti des Verts. Le magazine était basé à Coblence jusqu'en 1997, et à Schnellbach à partir de 1998 , siège de Siegfried Bublies Verlag. Wir selbst comptait environ 40 pages et était parfois publié de manière irrégulière avec un tirage d'environ 4 000 exemplaires. Outre Siegfried Bublies, la rédaction comprenait Gerhard Quast, Roland Wehl, Elfriede Fink et Marcus Bauer, qui ont publié leurs propres articles, certains sous des pseudonymes.
Un projet de suivi appelé Volkslust existe depuis 2004. En 2020, l'ancien nom a été relancé par le média successeur Internet wir-selbst.com.

## Alignement
Influencé par le travail de Henning Eichberg, Wir selbst se place dans la tradition des nationaux-révolutionnaires historiques et cherche explicitement à influencer à la fois la droite démocratique et la gauche démocratique. Certains auteurs, comme Baldur Springmann , étaient issus du mouvement écologiste des années 1970, mais contrairement à la majorité, étaient politiquement nationaliste.
Les sujets de la revue comprenaient l'écologie , le régionalisme, la critique du capitalisme et le « nationalisme de libération ». Le journal a propagé une voie spéciale contre le capitalisme et le communisme.
Leur attitude anti-occidentale était basée sur la thèse que les cultures populaires étaient repoussées par le néo-colonialisme (américain) (voir aussi anti-américanisme).
Dans les années 1980, le magazine attire particulièrement l'attention en raison de ses liens étroits avec le leader révolutionnaire libyen Mouammar Kadhafi, qui lui accorde une longue interview en 1983. En outre, Wir selbst a également travaillé avec d'autres projets de magazines tels que Zeitenwende et surtout Junge Freiheit.

## Auteurs
Auteurs publiés dans Wir selbst (désignations extraites du site de la revue) :
- Herbert Ammon (SPD)
- Rudolf Bahro (philosophe, éminent dissident de la RDA)
- Horst Mahler (publiciste)
- Frank Böckelmann (publiciste)
- Josef Beuys (artiste)
- Peter Brandt (fils de l'ancien chancelier fédéral et professeur d'histoire moderne à Hagen)
- Konrad Buchwald (professeur)
- Paulus Buscher ( Edelweißpirat , prisonnier dans le camp de concentration pour jeunes de Cologne-Ehrenfeld sous le Troisième Reich, après 1945 cofondateur de la VVN - Association des victimes du régime nazi)
- Wolf Deinet (écrivain, dissident RDA)
- Hellmut Diwald (historien)
- Peter Dudek (chercheur sur l'antifascisme)
- Irenäus Eibl-Eibesfeldt (chercheur comportemental , professeur et employé de longue date à l'Institut Max-Planck de physiologie comportementale)
- Henning Eichberg (sociologue culturel, enseigné au Danemark)
- Ernst Elitz (présentateur de télévision)
- Hans Magnus Enzensberger (écrivain)
- Siegmar Faust (écrivain, ancien prisonnier de la RDA)
- Bernhard Friedmann (ancien membre CDU du Bundestag)
- Friedrich Karl Fromme (ancien rédacteur en chef de FAZ )
- Herbert Gruhl (ancien président fédéral de l'ÖDP)
- Sebastian Haffner (publiciste)
- Agnes Heller (philosophe hongroise)
- Eike Hennig (politologue)
- Wolli Herber (ancien chef du département de la culture et conseiller municipal de Wiesbaden, SPD)
- Gertrud Höhler (érudite littéraire, consultante en gestion)
- Janosch (auteur de livres pour enfants)
- Gerd-Klaus Kaltenbrunner (philosophe et écrivain)
- Günter Kiessling (général à la retraite)
- Freya Klier (auteur et réalisatrice, cofondatrice du mouvement pacifiste en RDA)
- Arno Kloenne (SPD)
- Detlev Kühn (ancien président de l'Institut panallemand)
- Reiner Kunze (poète)
- Peter Joachim Lapp (Deutschlandfunk)
- Jochen Löser (major général des forces armées allemandes)

Günter Maschke (écrivain, anciennement de « Subversive Action » et SDS)
- Alfred Mechtersheimer (ex-membre du Bundestag pour les Verts)
- Lennart Meri (président de la république d'Estonie en 1992)
- Günther Nenning (présentateur de télévision et écrivain, membre du SPÖ)
- Günter Platzdasch (avocat/journaliste – 1986–1990 dans le répertoire des employés/mention)
- Sieghard Pohl (opposant de la RDA, peintre, graphiste, publiciste)
- Bernd Rabehl (Professeur, ancien militant du SDS)
- Richard Schröder (SPD, ancien chef du groupe parlementaire SPD à la dernière Chambre populaire de la RDA, professeur à la Faculté de théologie de l'Université Humboldt de Berlin)
- Theodor Schweisfurth (SPD, expert en droit international)
- Baldur Springmann (agriculteur bio et cofondateur des Verts)
- Rolf Stolz (ancien membre du Comité exécutif fédéral des Verts)
- Arno Surminski (écrivain)
- Wolfgang Venohr (écrivain et cinéaste)
- Gerd Vonderach (expert en régionalisme)
- Roland Wehl (publiciste)
- Bernard Willms (professeur de sciences politiques, chaire à l'Université de la Ruhr à Bochum)
- Alfred M. de Zayas (avocat international, travaillant actuellement pour l'ONU)
- Jean Ziegler (Professeur de sociologie à l' Université de Genève)
- Dieter E. Zimmer (rédacteur en chef de l'hebdomadaire Die Zeit)

## Partenaire d'entretien
Interlocuteurs connus :
- Gerry Adams (leader du parti irlandais Sinn Féin)
- Olaf Dinné (ancien membre de la liste verte de Brême)
- Abdallah Frangi (représentant de l'Organisation de libération de la Palestine à Bonn, aujourd'hui : conseiller du président palestinien Mahmoud Abbas)
- Mouammar Kadhafi (révolutionnaire libyen, chef d'état de Libye de 1969 à 2012)
- Ali Homam Ghasi (homme politique kurde et conseiller d'Abdullah Öcalan)
- Martin McGuinness, (ancien chef de l'IRA)
- Arno Klönne (Professeur de sociologie à Paderborn - Une conversation sur le peuple et la souveraineté)
- Hartmut Koschyk (ancien secrétaire général de l'Association des expulsés, aujourd'hui secrétaire d'État parlementaire au ministère fédéral des Finances)
- Preben Lange (Inuit, ancien député groenlandais)
- Rüdiger Nehberg (voyageur du monde, aventurier et militant de la Society for Threatened Peoples, est particulièrement engagé auprès des Indiens Yanomami)
- Otfried Preussler (auteur de livres pour enfants)
- Najibullah Roshan (combattant de la résistance afghane contre les forces d'occupation soviétiques)
- Richard Scheringer (membre du conseil d'administration du DKP pendant de nombreuses années, ancien national-socialiste qui a rejoint le KPD en 1931)